# Iveco EuroTrakker

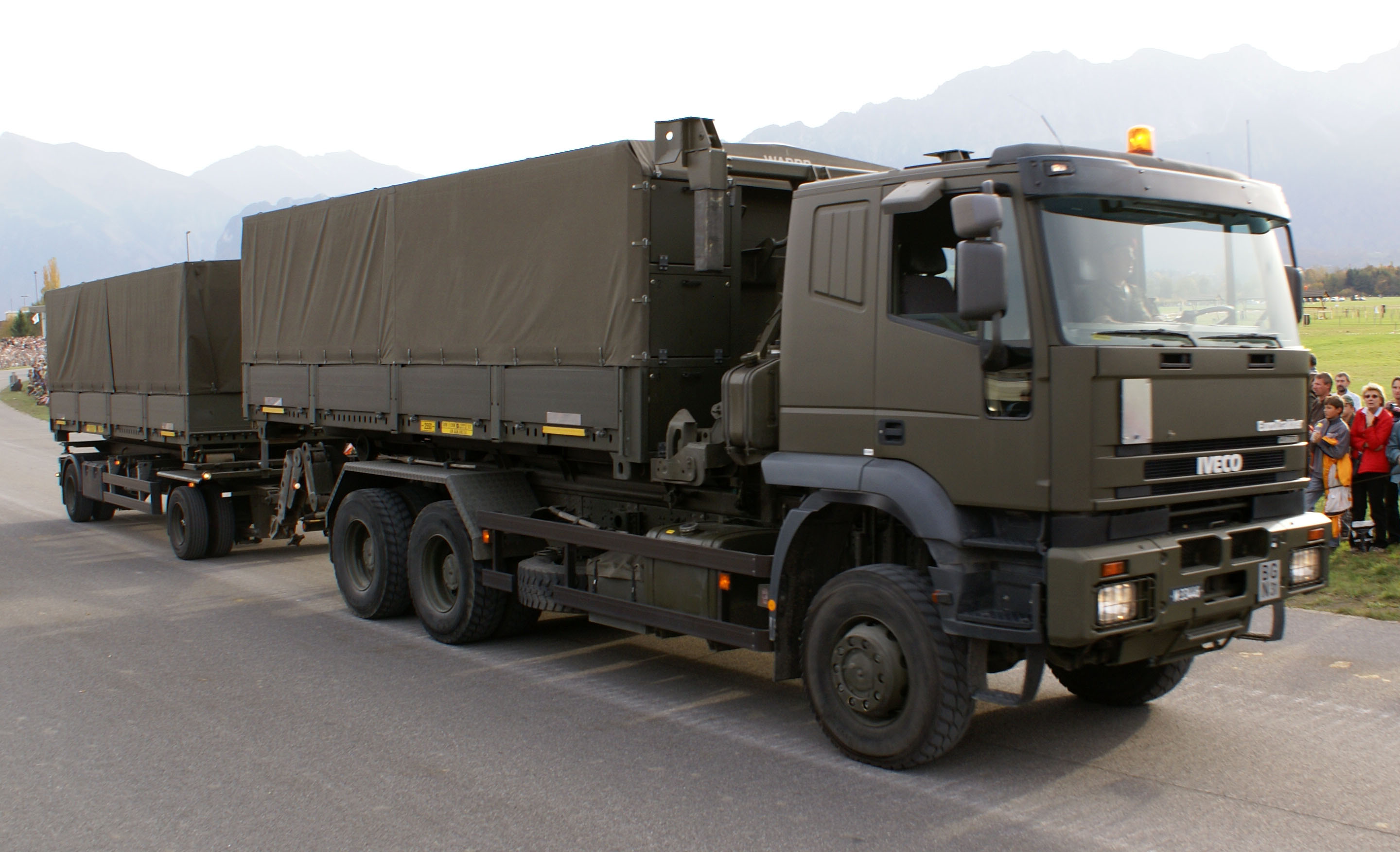
Iveco EuroTrakker в Швейцарській армії

Iveco EuroTrakker — сімейство важких вантажівок, що виготовлялося італійською компанією Iveco з 1993 по 2004 рік. Зовні автомобілі нагадують Iveco EuroTech, з якими в них багато спільного.
Він замінює попередній спектр будівельних автомобілів Fiat 300 і Iveco 330.
Iveco EuroTrakker збудовано на посиленому шасі «МР» з ресорної підвіскою і колісною формулою 4x2, 4x4, 6x4, 6x6, 8x4 і 8x8 з двигунами 7.8-13,8 л потужністю від 245 до 480 кінських сил.
Сімейство автомобілів охоплює важкий транспорт повною масою від 18 до 72 тонн.
В 2004 році йому на зміну прийшов Iveco Trakker.